# Урало-Ахтубинское сельское поселение
Урало-Ахтубинское сельское поселение — муниципальное образование (сельское поселение) в Быковском муниципальном районе Волгоградской области. Административный центр — посёлок Катричев.

## География
Расположено на востоке средней части Быковского района.
Площадь сельского поселения составляет 39 334 гектар, из которых 37 657 га (по состоянию на 2008 год) приходится на сельхозугодья и 208 га занимает застройка (по состоянию на 2008 год).
Граничит:
- на юге — с Ленинским районом;
- на востоке — с Палласовским районом;
- на северо-востоке и севере — с Солдатско-Степновское сельским поселением;
- на северо-западе и севере — с Верхнебалыклейским сельским поселениемрайоном;
- на западе — с Луговопролейское сельским поселением;
- на юго-западе и юге — с Демидовским сельским поселением[1].

## Символика
Герб и флаг Урало-Ахтубинского сельского поселения были утверждены Урало-Ахтубинской сельской Думой 4 марта 2011 года решением №22/78.
Автором проектов герба и флага является художник Владислав Эдуардович Коваль.
Автором гимна (слова и музыка) Урало-Ахтубинского сельского поселения является Евгений Иванович Крюков.
Хутор Катричев родной
Поднимается солнце в далёкой степи,
Гордо соколы в небе летают.
Будто красные звенья бескрайней цепи,
Здесь тюльпаны весной расцветают.
Припев:
Урало-Ахтубинское поселенье,
Мы судьбою связаны одной.
Прославляет наше поколенье
Хутор Катричев родной.
Открываются сердцу просторы полей
И особое чувство свободы.
Дорожат люди Родиной малой своей,
И красотами милой  природы.

Молодёжь подрастает в любимом селе.
Им и небо, и звёзды родные.
Даже песни сегодня звучат веселей
И колосья звенят золотые.

## Население
| 2010  | 2012  | 2013  | 2014  | 2015  | 2016  | 2017  |
| ----- | ----- | ----- | ----- | ----- | ----- | ----- |
| 1897  | ↘1846 | ↘1814 | ↘1768 | ↘1752 | ↘1751 | ↘1728 |
| 2018  | 2019  | 2020  | 2021  |       |       |       |
| ↘1691 | ↘1657 | ↘1632 | ↘1579 |       |       |       |

## Состав сельского поселения
| № | Населённый пункт | Тип населённого пункта          | Население |
| - | ---------------- | ------------------------------- | --------- |
| 1 | Катричев         | посёлок, административный центр | ↘1579     |

## Администрация
Глава поселения c 11 октября 2009 года Грешнова Елезавета Александровна.

## Транспорт
Протяженность автодорог местного значения — 16 км.